# Grup del 24
Es coneix com a grup del 24 (24年組, 24nen-gumi) o flors del 24 a una sèrie de dibuixants de shōjo manga que va renovar el còmic en incorporar nous temes i nous estils gràfics a les històries. Es diu així perquè les seues integrants són nascudes pels volts de l'any 24 del període Shōwa (1949). El nom de la generació va ser encunyat pels fans i la crítica, però les autores no sempre es van considerar part d'un grup unitari.
Les mangaka més associades amb la generació són Moto Hagio, Yumiko Ōshima i Keiko Takemiya. Altres artistes relacionades són Toshie Kihara, Ryoko Yamagishi, Minori Kimura, Riyoko Ikeda, Nanae Sasaya i Mineko Yamad.
Abans del grup del 24, el shōjo manga tractava temes bastant suaus i les històries solien ser protagonitzades per xiquetes d'escola primària. Amb l'arribada del nou corrent renovador, el gènere començaria a explorar una altra classe de temes, com la ciència-ficció, l'amor entre xics (el que es coneix normalment com shōnen-ai i yaoi), dones-gates, vampirs, i d'altres. Les històries també comencen a ambientar-se en llocs llunyans en temps i espai (la França de la revolució, per exemple). A més, les dibuixants pretenien exterioritzar conflictes i emocions íntims.
Durant els anys 50 i 60, el shōjo manga era dibuixat majoritàriament per autors masculins i les obres no se solien recopilar en toms, tal com corresponia al que es considerava un gènere menor. La situació comença a canviar a finals de la dècada del 1960, amb l'aparició d'unes noves dibuixants amb una nova narrativa. Amb Tezuka, el manga utilitzava moltes vinyetes per explicar una sola acció. Tanmateix, el grup del 24 va donar major importància als sentiments dels personatges en la narrativa, i va fer desaparèixer vinyetes utilitzant splash pages si era necessari. També utilitzaren elements propis de les precursores del gènere, com l'ús de pètals i flors en els dibuixos, com a recurs narratiu. Posteriorment, també van influir a autors masculins.
Mōto Hagio i Keiko Takemiya, que compartiren un apartament conegut com a Oizumi Salon, van introduir la ciència-ficció a les revistes femenines i això les va permetre publicar també a revistes dirigides a públic masculí. El fet de publicar també a revistes com Barazoku, dirigides a públic gay però consumides per dones, animà a Takemiya a llançar el 1970 el que seria la primera història professional de shōnen-ai, In the sunroom, on es va mostrar el primer bes entre homes de la història del manga.